# Трансстрой
ООО «Проектно-строительная компания "Трансстрой"» — российская строительная компания, штаб-квартира которой находится в Москве.

## История
В 1991 году на базе Министерства транспортного строительства СССР была создана государственная корпорация «Трансстрой». В 1992 году корпорация была преобразована в акционерное общество — ОАО «Корпорация "Трансстрой"».
В 2005 году создан холдинг ООО «Группа компаний "Трансстрой"», в 2007 году образован холдинг ООО «Проектно-строительная компания "Трансстрой"», который объединил 20 компаний (крупнейшие — ОАО «Корпорация "Трансстрой"» и ЗАО «Инжиниринговая корпорация "Трансстрой"»).

## Собственники и руководство
Основным акционером компании является бизнесмен Егор Андреев. Ранее компания контролировалась холдингом Олега Дерипаски «Базовый элемент», которому принадлежало 75 % акций, ещё 25 % принадлежит австрийской строительной корпорации Strabag. Ранее основным владельцем «Трансстроя» называли президента группы компаний «Трансстрой» и бывшего министра транспортного строительства Владимира Брежнева.
До 2011 года генеральным и управляющим директором компании являлся Алексей Баранцев. Занимавший пост генерального директора до сентября 2010 года Иван Кузнецов был освобождён от него в связи с «крайне неудовлетворительной работой и участием в незаконном выводе средств». В сообщении «Базового элемента» (собственника компании) указывалось, что объём активов, выведенных Кузнецовым из компании, составил «сотни миллионов рублей».

## Деятельность
Холдинг объединяет более 30 строительных организаций, крупнейшими из которых являются следующие: ЗАО «Инжиниринговая корпорация "Трансстрой"», ОАО «Корпорация "Трансстрой"», ЗАО «Регион-Трансстрой», ООО «Краснодар-Трансстрой», ООО «Трансстройтоннель», ЗАО «Спецтрансмонолит». Среди крупнейших объектов, по которым работала компания: строительство Дублёра Курортного проспекта в Сочи, МКАД, монорельсовой дороги в Москве, части Лефортовского тоннеля, строительство и реконструкция аэропортов «Шереметьево», «Внуково», «Сочи», «Геленджик» и др.
Основные проекты компании на 2015 год:
- строительство железнодорожной линии Беркакит — Томмот — Якутск;
- проектирование и строительство стадиона «Зенит» в Санкт-Петербурге (за несколько месяцев до окончания строительства контракт был расторгнут правительством Санкт-Петербурга)[8];
- строительство новой взлётно-посадочной полосы (ВПП-3) «Шереметьево»;
- строительство электродепо «Южное» Петербургского метрополитена;
- реконструкция аэродромной инфраструктуры аэропорта «Краснодар» и др.

В 2011 году выручка компании составила около 40 млрд руб.

## Критика
Федеральная антимонопольная служба включила дочерние компании «Трансстроя», строившие стадион на Крестовском острове, в список недобросовестных поставщиков. Правительство Санкт-Петербурга написало заявление в правоохранительные органы по поводу значительного дефицита в смете строительства. Также по данному строительству проходит прокурорская проверка по невыплаченным зарплатам рабочим.

Генеральный директор «Метростроя» Вадим Александров прокомментировал смену генподрядчика для стадиона на Крестовском острове с «Трансстроя» на «Метрострой» следующим образом: 
Если говорить о «Трансстрое» — они всегда всё не доделывали. Вот и сейчас, мы посмотрели на стадионе — всё начато, но не доведено до конца.